# شیکائوی، هوکایدو
شیکائوی، هوکایدو (به لاتین: Shikaoi, Hokkaido) یک منطقهٔ مسکونی در ژاپن است که در Tokachi Subprefecture واقع شده‌است. شیکائوی ۵٬۷۲۳ نفر جمعیت دارد.